# محمد توفیق الطیبی
محمد توفیق الطَیِّبی (۱۸۸۸ – ۳۰ نوامبر ۱۹۷۴) قاضی، عالم دینی و سیاستمدار فلسطینی بود. در روستای روستای الطیبه از توابع طولکرم به دنیا آمد. او یکی از اولین نسل افرادی شمرده می‌شود که از همان ابتدا در جنبش ملی فلسطین مشارکت داشتند. او مناصب قضایی، حقوقی و سیاسی بالایی از جمله قاضی شریعت اورشلیم، رئیس دادگاه تجدیدنظر شریعت در همان‌جا، عضو شورای عالی اسلامی فلسطین، عضو کمیته عالی عربی فلسطین و رئیس دفتر کمیته عالی عربی فلسطین در لبنان را بر عهده داشت.

## زندگی و پیشه
محمد توفیق الطیِّبی در سال ۱۸۸۸ در روستای الطیبه از توابع طولکرم، سنجق نابلس، ولایت بیروت، امپراتوری عثمانی، متولد شد. تحصیلات ابتدایی خود را در آنجا گذراند، سپس به نابلس نقل مکان کرد و در آنجا تحصیلات مقدماتی و دینی خود را به پایان رساند.
او در سال ۱۹۰۵ در دادگاه شریعت در طولکرم منصوب شد و سپس سمت قاضی شریعت را در صفد و طبریه (۱۹۲۰–۱۹۲۳)، یافا (۱۹۲۳–۱۹۲۵)، حیفا (۱۹۲۵–۱۹۲۷) و اورشلیم (۱۹۲۷–۱۹۳۰) بر عهده گرفت. او در سال ۱۹۳۱ به عنوان بازرس کل (مفتّش عام) دادگاه‌های شریعت در فلسطین منصوب شد و تا سال ۱۹۳۳ در این سمت باقی ماند. سپس تا سال ۱۹۴۰ به عنوان عضو دادگاه تجدیدنظر شریعت در اورشلیم و سپس به عنوان رئیس آن و عضو شورای اوقاف اسلامی انتخاب شد.
الطیبی در اصلاح و سازماندهی دادگاه‌های شریعت مطابق با هدفی که برای آن تأسیس شده بودند، مشارکت داشت. او همچنین در تأسیس و حمایت از مدارس، مؤسسات و انجمن‌های اسلامی در شهرهایی که به عنوان قاضی شریعت در آن کار کرد، مشارکت داشت؛ این‌ها علاوه بر مشارکت‌های او در کنفرانس‌های عربی و اسلامی برگزار شده در فلسطین است.با ترتیب دادن خرید زمین‌های اشتراکی توسط صندوق ملی در روستای طیبه، توانست هزاران دونم از این زمین‌ها را از خریده شدن توسط صهیونیست‌ها بازدارد. پس از نکبت ۱۹۴۸، او به لبنان نقل مکان کرد و در خدمت پناهندگان فلسطینی مشغول به کار شد.
محمد توفیق الطیبی صبح روز ۳۰ نوامبر ۱۹۷۴ در بیروت، پایتخت لبنان، درگذشت. همان‌جا در اول دسامبر ۱۹۷۴، پس از اقامه نماز بر پیکرش در مسجد شهدا، در روضة الشهدای فلسطین به خاک سپرده شد.کمیتهٔ عالی عربی فلسطین در بیانیه‌ای درگذشت او را تسلیت گفت.